# Lagonda Rapide
Lagonda Rapide — седан класса Гран Туризмо производства английской компании Aston Martin. Создавая автомобиль, владелец компании Дэвид Браун намеревался возродить марку Lagonda.

## История
Производство автомобиля было запущено осенью 1961 года, когда компания сосредоточилась на производстве стандартных автомобилей. Изначально автомобиль был личным проектом Дэвида Брауна, но потом был приспособлен под популярную модель Aston Martin DB4.
В период с 1961 до 1964 года было сделано всего 55 автомобилей Lagonda Rapide. Автомобиль был дорогим — 4950 фунтов (1962), и были доступен только по специальному заказу. На сегодняшний день сохранилось 30 автомобилей.

## Характеристики

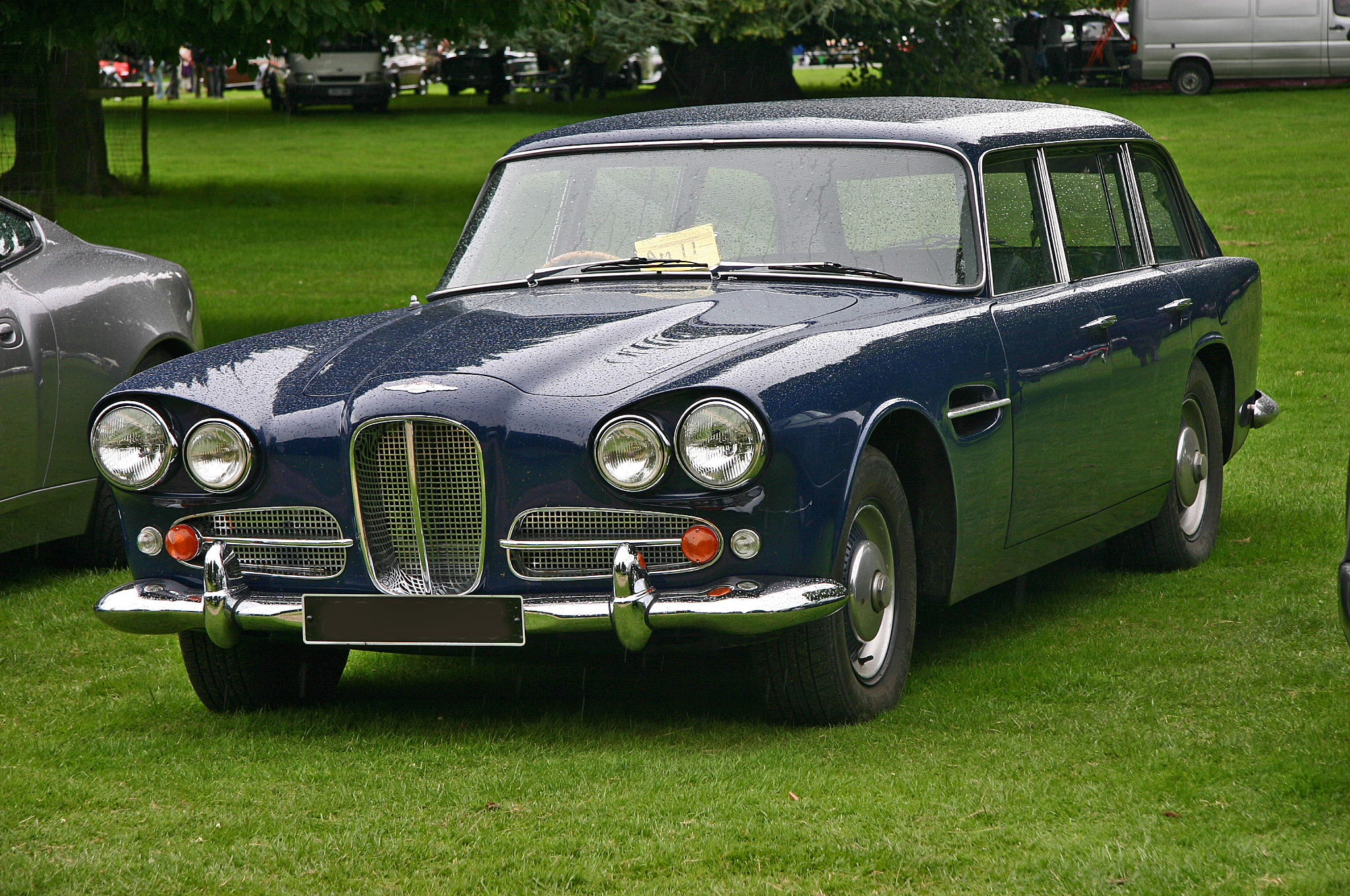
Lagonda Rapide Shooting-brake 2005 года

На Rapide установлен двигатель 6-цилиндровый двигатель, выдающий 236 л. с., с двойным верхним распредвалом. Позднее этот двигатель был использован на Aston Martin DB5. Максимальная скорость автомобиля — 130 м/ч (миль в час).
Автомобиль снабжён независимой передней и задней подвеской; задняя подвеска сделана по технологии De Dion tube. Кузов из магниевого сплава, сделанный Carrozzeria Touring, крепился на каркас работы Superleggera. Также в дизайне автомобиля был использован плавниковый стиль.
Lagonda Rapide был снабжён множеством нововведений, в том числе электрические стеклоподъёмники, обогрев заднего ряда, дистанционным управлением топливного бака и др.